# Vem kan segla förutan vind?
Vem kan segla förutan vind? är en folkvisa känd från Svenskfinland och det anses att den kommer från Åland. Den går i moll i 3/4-takt. Inledningsraden återfinns i femte strofen i en visa från 1700-talet, "Goder natt, goder natt, allra kärestan min" och i sin nuvarande form publicerades sången första gången 1909. Visan anknyter till en tematik som är vanlig i sjömansvisor – att skiljas från den man har kär.
Andra versradens slutord åror har sannolikt ursprungligen varit årar, en vanlig form i äldre svenska och dialekter, bildad till formen [en] år eller i Finland även åre.

## Nina Lizells och Lee Hazlewoods version
Nina Lizell medverkade 1970 i filmen Cowboy in Sweden där hon spelade rollen som den blonda svenska flicka som guidar runt cowboyen (Lee Hazlewood) i Sverige. Filmen saknade en låt till soundtracket och Lizell föreslog  (hon hade spelat in låten redan 1967) en nytolkning av "Vem kan segla förutan vind?" Kapellmästare och arrangören Lasse Samuelson fick uppdraget på kort varsel att  arrangera musiken som senare också kom ut på LP och single. Låten framfördes tillsammans med Hazlewood och blev en succé med en förstaplats på Svensktoppen 1971. Den släpptes även som singel samma år. Låten stannade totalt sju veckor på listan, varav tre på förstaplatsen.
Lizells och Hazlewoods version av låten är en av titlarna i boken Tusen svenska klassiker (2009).

## Text
Vem kan segla förutan vind,

vem kan ro utan åror,

vem kan skiljas från vännen sin

utan att fälla tårar?

Jag kan segla förutan vind,

jag kan ro utan åror,

men ej skiljas från vännen min

utan att fälla tårar.

### Fotnoter
1. ↑  hämtat från: svenskspråkiga Wikipedia.[källa från Wikidata]
2. ↑  hämtat från: svenskspråkiga Wikipedia, läst: 28 mars 2022.[källa från Wikidata]
3. ↑  Palm et al 1997, s. 504
4. ↑  Palm et al 1999, s. 252
5. ↑  Åra i Elof Hellquist, Svensk etymologisk ordbok (första upplagan, 1922)
6. 1 2  Gradvall et al 2009, #303
7. ↑  ”Svensktoppen 1971”. Sveriges Radio. http://sverigesradio.se/diverse/appdata/isidor/files/2023/3469.txt. Läst 30 januari 2013.